# Rudi Ball
Rudi Ball, nemški hokejist, * 27. marec 1910, Berlin, Nemčija, † september 1975, Johannesburg, JAR.
Ball je v svoji karieri igral za klube Berliner SC, EHC St. Moritz, Diavoli Rosso Neri, SG Eichkamp, Tigers I.H.C. in Wolves I.H.C. Osvojil je osem naslovov nemškega prvaka in en naslov južnoafriškega prvaka. Za nemško reprezentanco je nastopil na dveh olimpijskih igrah, na katerih je osvojil eno bronasto medaljo, in štirih svetovnih prvenstvih, na katerih je osvojil eno srebrno medaljo. 